# Kristina från Duvemåla
Kristina från Duvemåla ("Kristina aus Duvemåla") ist der Titel eines Musicals der schwedischen Musiker Benny Andersson und Björn Ulvaeus. Nach Chess ist es der zweite große Musicalerfolg der beiden ABBA-Mitglieder. Das klassisch durchkomponierte Stück basiert auf vier Romanen von Vilhelm Moberg, erzählt die schwedische Nationalgeschichte anhand des Schicksals der nach Amerika emigrierten Kristina aus Duvemåla und wurde am 7. Oktober 1995 in Malmö uraufgeführt.

## Inhalt
Nach ihrer Heirat mit Karl-Oskar lebt Kristina auf dem Hof Korpamoen glücklich als Mutter von vier Kindern. Doch Missernten, der Brand einer Scheune und der Tod der ältesten Tochter Anna, die durch aufgequollenen Brei in ihrem Magen stirbt, veranlassen Kristina schließlich doch, dem Traum ihres Mannes und dessen Bruder Robert vom Land der unbegrenzten Möglichkeiten Amerika nachzugeben.
Während der Überfahrt erkrankt Kristina an Skorbut, doch endlich erreichen die Auswanderer New York. Aber auch in der Neuen Welt gibt es viele Probleme zu lösen und erst nach langer Reise und vielen Strapazen finden sie in der Stadt Taylors Falls eine neue Heimat. Robert will nicht Farmer werden und entschließt sich gegen den Rat von Karl-Oskar, sein Glück als Goldsucher in Kalifornien zu machen.
Kristina bringt ihr erstes amerikanisches Kind zur Welt, sehnt sich aber sehr nach ihrer Heimat in Schweden. Karl-Oskar lässt sich als Andenken die Kerne des Astrakanapfels aus Duvemala schicken, damit Kristina einen heimischen Apfelbaum züchten kann, von derselben Art wie der, unter dem sich die beiden einst kennengelernt hatten.
Im Winter kehrt der todkranke und gebrochene Robert zurück, wegen Falschgeld kommt es zum Streit zwischen den Brüdern, so dass Robert völlig entkräftet und einsam stirbt.
Nach einer Fehlgeburt darf Kristina keine Kinder mehr bekommen und somit auch nicht mehr mit ihrem Mann schlafen, was sie veranlasst, erstmals an Gottes Existenz zu zweifeln. Kristina bereut jedoch schon bald ihre Blasphemie und legt ihr Leben ganz in Gottes Hand, denn sie will noch einmal schwanger werden.
Während eines Indianeraufstandes, bei dem die schwedischen Siedler von ihrem unrechtmäßig erworbenen Land vertrieben werden, bleibt Karl-Oskar mit seiner todkranken, schwangeren Frau zurück. Mit dem ersten geernteten Apfel des Astrakanbäumchens in ihrer Hand erfüllt sich Kristinas Schicksal in den Armen ihres Mannes.

## Musik
Die dramatische Geschichte wurde mit viel Gefühl als Musical-Epos opulent vertont. Der eher opernhafte Stil des Musicals unterscheidet es deutlich vom eher rockigen Erstlingswerk Chess.
Neben der schwedischen Originalfassung ist schon seit längerer Zeit eine englische Fassung in Vorbereitung.
Eine konzertante Version der englischen Fassung wurde am 23. September 2009 in der Carnegie Hall in New York aufgeführt sowie im April 2010 in der Royal Albert Hall in London.
Am 29. Februar 2012 hatte eine Neuinszenierung am Svenska Teatern in Helsingfors (Helsinki) Premiere.
Ab November 2025 steht “Kristina från Duvemåla” in der deutschsprachigen Erstaufführung auf dem Spielplan des Koblenzer Stadttheaters.
Vorab wurde am 1. Januar 2024 in Koblenz im Rahmen des Neujahrkonzertes des Staatsorchester Rheinische Philharmonie zwei Titel (Prolog, Skördefesten) in Deutscher Erstaufführung konzertant aufgeführt.